# Wamin
Wamin, eller agwamin, är ett utdött australiskt språk. Språket wamin talades i Queensland. Wamin tillhörde de pama-nyunganska språken och dess närmaste släktspråk var mbabaram.